# Halosaurus johnsonianus
Espèce
Halosaurus johnsonianus est une espèce de poissons téléostéens.